# Barbara Głowacka
Barbara Głowacka (ur. 21 lutego 1938 w Olkuszu, zm. 30 września 2023 w Warszawie) – polska entomolożka.

## Życiorys
W 1961 ukończyła studia na Uniwersytecie Warszawskim, w 1970 obroniła doktorat, a w 1988 habilitowała się w Instytucie Badawczym Leśnictwa, w 1996 otrzymała tytuł profesora. Kierowała Pracownią Metod Biologicznych i Chemicznych Zakładu Ochrony Lasu Instytutu Badawczego Leśnictwa. W latach 1994–1997 była zastępcą przewodniczącego Rady Naukowej IBL, a w latach 1995–2000 zastępcą przewodniczącego grupy roboczej IUFO „Integrowane zwalczanie leśnych owadów liściożernych”.

## Praca naukowa
Barbara Głowacka zajmowała się entomologią leśną, biologicznymi i chemicznymi metodami ochrony lasu przed owadami. Badała wpływ zabiegów zwalczania szkodników na entomofaunę pożyteczną, a także zanikanie insektycydów w środowisku leśnym oraz mikroorganizmy powodujące choroby owadów leśnych. Identyfikowała patogeny wywołujące epizootie szkodliwych owadów oraz oceniała przydatność nowych insektycydów do ochrony lasu.

## Nagrody i odznaczenia
- Srebrny Krzyż Zasługi (1989);
- Złoty Krzyż Zasługi (1997)[4];
- Krzyż Kawalerski Orderu Odrodzenia Polski (2004)[5];
- Nagroda Wydziału Nauk Rolnych i Leśnych Polskiej Akademii Nauk (1974);
- Nagroda Zespołowa Ministerstwa Leśnictwa i Przemysłu Drzewnego (1984 i 1985);
- Nagrody Zespołowe Ministerstwa Ochrony Środowiska, Zasobów Naturalnych i Leśnictwa (1994, 1995 i 1997);
- Srebrna (1990) i Złota (1994) odznaka honorowa „Za Zasługi dla Ochrony Środowiska i Gospodarki Wodnej”;
- Medal Instytutu Badań Leśnictwa (1990).